# Chicago Sky 2021
La stagione 2021 delle Chicago Sky fu la 16ª nella WNBA per la franchigia.
Le Chicago Sky arrivarono seconde nella Eastern Conference con un record di 16-16. Nei play-off vinsero il primo turno con le Dallas Wings (1-0), il secondo turno con le Minnesota Lynx (1-0), la semifinale con le Connecticut Sun (3-1), vincendo poi la finale WNBA con le Phoenix Mercury (3-1).

## Roster
| N° | Naz.                   | Ruolo | Sportivo             | Anno | Alt. | Peso |
| -- | ---------------------- | ----- | -------------------- | ---- | ---- | ---- |
| 1  | Stati Uniti (bandiera) | G     | Diamond DeShields    | 1995 | 185  | 70   |
| 2  | Stati Uniti (bandiera) | GA    | Kahleah Copper       | 1994 | 185  | 70   |
| 3  | Stati Uniti (bandiera) | A     | Candace Parker       | 1986 | 193  | 79   |
| 4  | Australia (bandiera)   | G     | Shyla Heal           | 2001 | 168  |      |
| 5  | Stati Uniti (bandiera) | G     | Stephanie Watts      | 1997 | 180  | 73   |
| 7  | Stati Uniti (bandiera) | G     | Lexie Brown          | 1994 | 175  | 73   |
| 8  | Stati Uniti (bandiera) | A     | Natasha Mack         | 1997 | 193  | 83   |
| 11 | Stati Uniti (bandiera) | G     | Dana Evans           | 1998 | 168  | 66   |
| 14 | Stati Uniti (bandiera) | G     | Allie Quigley        | 1986 | 178  | 64   |
| 22 | Stati Uniti (bandiera) | G     | Courtney Vandersloot | 1989 | 173  | 59   |
| 24 | Stati Uniti (bandiera) | A     | Ruthy Hebard         | 1998 | 193  | 86   |
| 30 | Stati Uniti (bandiera) | AC    | Azurá Stevens        | 1996 | 198  | 82   |
| 31 | Stati Uniti (bandiera) | C     | Stefanie Dolson      | 1992 | 193  | 97   |
| 45 | Spagna (bandiera)      | AC    | Astou Ndour          | 1994 | 196  | 73   |
| 83 | Stati Uniti (bandiera) | G     | Brittany Boyd        | 1993 | 175  | 71   |

## Staff tecnico
- Allenatore: James Wade
- Vice-allenatori: Tonya Edwards, Olaf Lange, Emre Vatansever
- Preparatore atletico: Meghan Lockerby
- Preparatore fisico: Ann Crosby